# Oromfalu
Oromfalu (1899-ig Orovnicza, szlovákul: Orovnica) község Szlovákiában, a Besztercebányai kerületben, a Zsarnócai járásban.

## Fekvése
Aranyosmaróttól 20 km-re keletre, a Garam jobb partján fekszik.

## Története
A települést 1209-ben III. Ince pápa oklevelében említik először, melyben a garamszentbenedeki apátságot megerősíti birtokaiban, többek között "terra Varanza" nevű birtokában is. Területét a középkorban nagyrészt erdő borította. A korai település a falu alsó részén, az országúthoz közelebb feküdt, lakói favágók, szénégetők voltak. A 16. század elején a település lakatlan volt. 1525-ben "Orownicza" alakban bukkan fel újra. 1562-ben 24 család élt itt. 1565-ben az esztergomi káptalan lett a birtokosa. 1601-ben 19 család élt a faluban, de 1618-ban már ismét lakatlan. 1601-től a Dóczy család birtoka. Az 1634-es egyházi vizitáció szerint is puszta a területe. 1715-ben 8 adózó háztartása volt. 1828-ban 44 házában 284 lakos élt, akik mezőgazdasággal és favágással foglalkoztak.
Vályi András szerint "OROVNICZA. Tót falu Bars Várm. földes Ura az Esztergomi Káptalanbéli Uraság, lakosai katolikusok, fekszik Szent Benedekhez közel, mellynek filiája, fája van, legelője termékeny, réttye jó, keresetre módgya Szent Benedeken, malma helyben van."
Fényes Elek szerint "Orovnicza, tót falu, Bars vgyében: 299 kath. lak. F. u. az esztergomi káptalan. Ut. p. Léva."
A trianoni békeszerződésig Bars vármegye Aranyosmaróti járásához tartozott.

## Népessége
| Év:            | 1994. | 2004.   | 2014.   | 2024.   |
| -------------- | ----- | ------- | ------- | ------- |
| Emberek száma: | 580   | 546     | 567     | 513     |
| Eltérés:       |       | -5,86 % | +3,84 % | -9,52 % |

| Év:            | 2023. | 2024.   |
| -------------- | ----- | ------- |
| Emberek száma: | 517   | 513     |
| Eltérés:       |       | -0,77 % |

1910-ben 448, túlnyomórészt szlovák lakosa volt.
2001-ben 535 lakosából 524 szlovák volt.
2011-ben 535 lakosából 503 szlovák.

## Nevezetességei
- Bosco Szent János tiszteletére szentelt, római katolikus temploma 1934-ben épült.
- A Pieta-szobor 18. századi népi alkotás.

## Neves személyek
- Itt született Ján Šutka (* 1930 – † 2014) szlovák szalézi szerzetes, misszionárius.

## Külső hivatkozások
- Oromfalu a régió honlapján Archiválva 2007. október 9-i dátummal a Wayback Machine-ben
- Oromfalu Szlovákia térképén
- Községinfó
- Travelatlas.sk
- E-obce.sk Archiválva 2007. december 4-i dátummal a Wayback Machine-ben